# 中間巨牙天竺鯛
中間巨牙天竺鯛（學名：Cheilodipterus intermedius），又稱中間巨齒天竺鯛，為輻鰭魚綱鈎頭魚目天竺鯛科巨牙天竺鯛屬下的一個種，分布於西太平洋區，包括越南、琉球群島、帛琉、巴布亞新幾內亞、所羅門群島與澳洲大堡礁海域，深度1至20公尺，本魚體延長，呈長橢圓形，頭大、眼大、口大且斜裂，具犬齒，鋤骨和腭骨通常具齒，前鰓蓋骨邊緣具鋸齒，體被櫛鱗，與巨牙天竺鯛(C. macrodon)差異在前者具有較窄的暗條紋；與八帶巨牙天竺鯛(C. octolineatus)相似，但背鰭尖端沒有黑色，幼魚和亞成魚尾柄上有大片黃色區域，中心有小黑點，背鰭硬棘6-7枚、背鰭軟條9枚、臀鰭硬棘2枚、臀鰭軟條8枚，體長可達20公分，棲息在沙泥底質的礁石區，小群活動，肉食性，以小魚和無脊椎動物為食，繁殖期時，雄魚具有口孵習性，卵約7日化成仔魚，由雄魚吐出，具短暫的仔魚飄浮期，生活習性不明。